# Sony Ericsson K770i
Sony Ericsson K770i — стільниковий телефон фірми Sony Ericsson. Уперше був представлений у вересні 2007. Може синхронізуватися із ПК. Має пошук по іменах. Вбудований Т9.Є ММС і СМС.
В телефоні застосовується 3.2-мегапіксельна CMOS-матриця з автофокусом. Використовується інтерфейс камери CyberShot. Відео можна записувати у двох дозволах (176х144, 128х96), формат файлів - 3GP. Тривалість роликів може бути зазначена як обмежена (до 10 секунд) і необмежена. Користувачеві доступно 16-18 Мб вільного місця в пам'яті апарату, і ще вільна вся карта пам'яті, тут він може зберігати свої дані, файли (фотографії, відео, додатки). Пам'ять, яка залишилась зайнята попередньо встановленими програмами, видалити їх, як правило, не можна. Також частина пам'яті відводиться для таких функцій, як телефонна книга, записи викликів і так далі.